# The King of Limbs: Live from the Basement
The King of Limbs: Live from the Basement är en video av det brittiska bandet Radiohead, innehållande 10 liveframföranden av låtar från albumet The King of Limbs, samt ett bonusspår, utgiven i december 2011.

## Låtlista
1. "Bloom" – 6:13
2. "The Daily Mail" – 4:10
3. "Feral" – 3:35
4. "Little by Little" – 4:47
5. "Codex" – 5:09
6. "Separator" – 6:36
7. "Lotus Flower" – 5:43
8. "Staircase" – 5:06
9. "Morning Mr Magpie" – 5:46
10. "Give Up the Ghost" – 5:53

Bonusspår
1. "Supercollider" – 5:41

## Medverkande
Radiohead
- Colin Greenwood – elbas
- Jonny Greenwood – gitarr, FX, keyboard, laptop, trummor, elbas
- Ed O'Brien – gitarr, FX, bakgrundssång
- Phil Selway – trummor, percussion
- Thom Yorke – sång, gitarr, keyboard, piano, percussion

Övriga medverkande
- Clive Deamer – trummor, elektroniska trummor, percussion
- Noel Langley, Yazz Ahmed, Clare Moss, Trevor Mires, Oren Marshall, Ben Castle, Phil Todd – blåssektion (flygelhorn, valthorn, trombon, tuba, baritonsaxofon, flöjt, tubax)